# A nagy svindli epizódjainak listája
A nagy svindli egy amerikai televíziós sorozat a USA Network csatornán, amelynek alkotója Jeff Eastin. A sorozat premierje 2009. október 23-án volt, a második évad 2010. július 13-án kezdődött, a harmadik évad 2011. június 7-én, a negyedik évad 2012. július 10-én és az ötödik évad pedig 2013. október 17-én a USA csatornán. A csatorna a nézettségcsökkenés miatt berendelt egy 6 epizódos évadot a sorozat befejezésére, mely 2014. november 6-án kezdődött. A hatodik évad és a sorozat sugárzása Amerikában 2014. december 18-án fejeződött be. Magyarországon az RTL II sugározza indulásától kezdve, eddig 3 évadot szinkronizált és adott le, a negyedik évad sugárzása 2015. május 15-én kezdődött. A Filmcafé szinkronizáltatta egy másik szinkronstúdióval az ötödik évadot, melynek premierje 2015. május 22-én volt, így a negyedik és az ötödik évad sugárzása párhuzamosan történik.

## Az évadok listája
| Évad | Évad | Részek száma | Részek száma | Eredeti sugárzás  | Eredeti sugárzás   | Magyar sugárzás     | Magyar sugárzás      | Magyar adó |
| Évad | Évad | Részek száma | Részek száma | Évadbemutató      | Évadzáró           | Évadbemutató        | Évadzáró             | Magyar adó |
| ---- | ---- | ------------ | ------------ | ----------------- | ------------------ | ------------------- | -------------------- | ---------- |
|      | 1.   | 14 (15)      | 14 (15)      | 2009. október 23. | 2010. március 9.   | 2012. október 1.    | 2012. október 19.    | RTL II     |
|      | 2.   | 16           | 16           | 2010. július 13.  | 2011. március 8.   | 2012. október 22.   | 2012. november 14.   | RTL II     |
|      | 3.   | 16           | 16           | 2011. június 7.   | 2012. február 28.  | 2014. május 19.     | 2014. június 6.      | RTL II     |
|      | 4.   | 16           | 16           | 2012. július 10.  | 2013. március 5.   | 2015. május 15.     | 2015. szeptember 4.  | RTL II     |
|      | 5.   | 13           | 13           | 2013. október 17. | 2014. január 30.   | 2015. május 22.     | 2015. augusztus 14.  | Filmcafé   |
|      | 6.   | 6            | 6            | 2014. november 6. | 2014. december 18. | 2015. augusztus 21. | 2015. szeptember 25. | Filmcafé   |

### Első évad (2009-2010)
Az első évad premierje 2012. október 1-jén volt az RTL II első adásnapján. Az epizódok leírásai az RTL II honlapjáról származnak.
| Sor. | Év. | Cím                                       | Rendező           | Író                             | Premier                              | Nézettség   |
| --- | --- | ----------------------------------------- | ----------------- | ------------------------------- | ------------------------------------ | ----------- |
| 1. | 1.  | Rablóból pandúr I-II. (Pilot)             | Bronwen Hughes    | Jeff Eastin                     | 2009. október 23. 2012. október 1-2. | 5.40 millió |
| Neal Caffrey szélhámos, aki börtönbe kerül, ám onnan szabadulása előtt néhány hónappal valamiért megszökik. |     |                                           |                   |                                 |                                      |             |
| 2. | 2.  | Milliókat érő darab (Threads)             | Dennie Gordon     | Clifton Campbell                | 2009. október 30. 2012. október 3.   | 5.08 millió |
| Divathét van a városban, és ez jó alkalom arra, hogy Peter elkapjon egy régóta keresett bűnözőt. |     |                                           |                   |                                 |                                      |             |
| 3. | 3.  | Bizalmi kérdés (Book of Hours)            | John T. Kretchmer | Tom Garrigus                    | 2009. november 6. 2012. október 4.   | 3.85 millió |
| Egy templomból eltűnik egy igen értékes középkori Biblia. |     |                                           |                   |                                 |                                      |             |
| 4. | 4.  | Fej vagy írás (Flip of the Coin)          | Timothy Busfield  | Jeff Eastin és Joseph C. Muscat | 2009. november 13. 2012. október 5.  | 4.28 millió |
| Az Irakból hazatérő John Mitchellt műkincsek ellopásával és csempészésével vádolják, ám a férfi váltig állítja, hogy nem ő a vétkes, hanem egy belügyminisztériumi férfi, aki felügyelte az ott állomásozó katonák tevékenységeit. |     |                                           |                   |                                 |                                      |             |
| 5. | 5.  | Kincs, ami nincs (The Portrait)           | Allan Arkush      | Jeff Eastin és Travis Romero    | 2009. november 20. 2012. október 8.  | 4.56 millió |
| Egy híres festmény eltűnik a fiatal Julianna lakásából. |     |                                           |                   |                                 |                                      |             |
| 6. | 6.  | Sakk, matt! (All In)                      | John T. Kretchmer | Jim Campolongo és Joe Henderson | 2009. november 27. 2012. október 9.  | 4.40 millió |
| Peter és Neal ezúttal egy keresett pénzmosó után nyomoz, aki után viszont az Interpol is kutat, és az érdekek némileg ütköznek egymással.                                                                                          |     |                                           |                   |                                 |                                      |             |
| 7. | 7.  | A gyémánt árnyékában (Free Fall)          | Kevin Bray        | Jeff Eastin                     | 2009. december 4. 2012. október 10.  | 5.55 millió |
| Egy gyémántlopáshoz kérik Peter és Neal segítségét. |     |                                           |                   |                                 |                                      |             |
| 8. | 8.  | Tőzsdecápák (Hard Sell)                   | John T. Kretchmer | Jim Campolongo és Joe Henderson | 2010. január 19. 2012. október 11.   | 4.70 millió |
| Peter és Neal egy kötvénycsalási ügyet akarnak leleplezni, amihez Nealnek be kell épülnie egy brókercégbe. |     |                                           |                   |                                 |                                      |             |
| 9. | 9.  | Dupla bukta (Bad Judgment)                | John T. Kretchmer | Jeff Eastin és Joseph C. Muscat | 2010. január 26. 2012. október 12.   | 4.30 millió |
| Egy jelzálog-csalási ügyben nyomoz ezúttal Peter és Neal. |     |                                           |                   |                                 |                                      |             |
| 10. | 10. | Az élet ára (Vital Signs)                 | Dennie Gordon     | Joan B. Weiss                   | 2010. február 2. 2012. október 15.   | 2.89 millió |
| June unokája, Samantha vesedonorra vár, s egy alapítvány megkörnyékezi a nagymamát, hogy várólistán kívül is biztosíthatják neki a megfelelő szervet bizonyos adományért cserébe.                                                  |     |                                           |                   |                                 |                                      |             |
| 11. | 11. | Elefánt a porcelánboltban (Home Invasion) | Ken Girotti       | Channing Powell                 | 2010. február 9. 2012. október 16.   | 3.83 millió |
| Egy értékes kínai műkincs után kutat Pierce, a szélhámos. |     |                                           |                   |                                 |                                      |             |
| 12. | 12. | Borban az igazság (Bottlenecked)          | Phil Abraham      | Jeff Eastin és Tom Garrigus     | 2010. február 23. 2012. október 17.  | 3.57 millió |
| Keller, Neal egyik régi vetélytársa előbukkan és versenyre hívja őt. |     |                                           |                   |                                 |                                      |             |
| 13. | 13. | A csali (Front Man)                       | Michael Smith     | Rashad Raisani                  | 2010. március 2. 2012. október 18.   | 3.48 millió |
| Elrabolják egy ismert embernek a lányát. Majd az elkövetők cserét ajánlanak. |     |                                           |                   |                                 |                                      |             |
| 14. | 14. | Végzetes alku (Out of the Box)            | Kevin Bray        | Jeff Eastin                     | 2010. március 9. 2012. október 19.   | 4.04 millió |
| Fowler alkut köt Neallel, ha megszerzi neki a zenélő dobozt, új életet kezdhet Kate-tel együtt. Peter azonban ezt meggátolná, ezért Fowler félreállítja.                                                                           |     |                                           |                   |                                 |                                      |             |

### Második évad (2010-2011)
Az RTL II az első évad befejezése után azonnal folytatta a második évaddal a sugárzást.
| Sor. | Év. | Cím                                        | Rendező            | Író                              | Premier                               | Nézettség   |
| --- | --- | ------------------------------------------ | ------------------ | -------------------------------- | ------------------------------------- | ----------- |
| 15. | 1.  | Rossz pénz nem vész el (Withdrawal)        | Tim Matheson       | Jeff Eastin                      | 2010. július 13. 2012. október 22.    | 4.29 millió |
| Peter reaktiválja Nealt, miután az utolsó ügyük miatt az ismét börtönbe került.                                                                                 |     |                                            |                    |                                  |                                       |             |
| 16. | 2.  | Tömött bukszák (Need to Know)              | Sanford Bookstaver | Joe Henderson                    | 2010. július 20. 2012. október 24.    | 3.96 millió |
| Peter és Neal egy korrupt politikust készülnek lebuktatni. |     |                                            |                    |                                  |                                       |             |
| 17. | 3.  | Melyik az igazi? (Copycat Caffrey)         | Paul Holahan       | Channing Powell                  | 2010. július 27. 2012. október 25.    | 3.72 millió |
| Ellopnak egy festményt az egyik neves galériából, Peter és az FBI forró nyomon indulnak el, ám hamar megtorpannak, miután a festmény három helyen is előkerül.  |     |                                            |                    |                                  |                                       |             |
| 18. | 4.  | Minden lében egy kanál (By the Book)       | Michael Smith      | Alexandra McNally                | 2010. augusztus 3. 2012. október 26.  | 4.10 millió |
| Mozzie egy kedves ismerősét, Ginát elrabolják. |     |                                            |                    |                                  |                                       |             |
| 19. | 5.  | Befejezetlen ügy (Unfinished Business)     | Tricia Brock       | Jeff Eastin                      | 2010. augusztus 10. 2012. október 29. | 4.00 millió |
| Peter és a csapat egy nagy értékű kötvénylopás ügyében kezdenek nyomozni.                                                                                       |     |                                            |                    |                                  |                                       |             |
| 20. | 6.  | Tisztasor (In the Red)                     | David Straiton     | Matt Negrete                     | 2010. augusztus 17. 2012. október 30. | 4.48 millió |
| Peterék legújabb ügye egy zsarolási eset, illetve esetek. |     |                                            |                    |                                  |                                       |             |
| 21. | 7.  | Börtöndilemma (Prisoner's Dilemma)         | Vincent Misiano    | Mark Goffman                     | 2010. augusztus 24. 2012. október 31. | 4.60 millió |
| Peter és csapata a FBI nagyfőnökétől kapnak utasítást egy eltűnt ügynök felkutatására.                                                                          |     |                                            |                    |                                  |                                       |             |
| 22. | 8.  | Vállalati átok (Company Man)               | Rosemary Rodriguez | Jim Campolongo                   | 2010. augusztus 31. 2012. november 2. | 4.44 millió |
| Egy vállalatnál gyilkosság történik. Az ügyet azért kapja Peter csapata, mert az emberölés mögött ipari kémkedést sejtenek.                                     |     |                                            |                    |                                  |                                       |             |
| 23. | 9.  | A doboz titka (Point Blank)                | Kevin Bray         | Jeff Eastin                      | 2010. szeptember 7. 2012. november 5. | 4.72 millió |
| Miután Nealék felfedezik a kódot a zenélő dobozban, lázasan nekikezdenek annak megfejtéséhez.                                                                   |     |                                            |                    |                                  |                                       |             |
| 24. | 10. | A nagy csapat (Burke's Seven)              | Michael Smith      | Joe Henderson                    | 2011. január 18. 2012. november 6.    | 3.81 millió |
| A bérgyilkos, aki Mozzie-ra rálőtt, szabadon kisétálhat az FBI-tól, miután a gyilkos fegyveren nem az ő, hanem Peter ujjlenyomatát találják.                    |     |                                            |                    |                                  |                                       |             |
| 25. | 11. | Vissza a múltba (Forging Bonds)            | John T. Kretchmer  | Jeff Eastin és Alexandra McNally | 2011. január 25. 2012. november 7.    | 3.90 millió |
| Egy kis múltidézésnek lehetünk szemtanúi, mely Neal előéletét mutatja be New Yorkba érkezésétől egészen a kézre kerítéséig.                                     |     |                                            |                    |                                  |                                       |             |
| 26. | 12. | Kaland Burmában (What Happens in Burma...) | John T. Kretchmer  | Hy Conrad                        | 2011. február 1. 2012. november 8.    | 3.46 millió |
| Adam Wilson New York-i államtitkár fiát csempészés vádjával fogva tartanak Burmában.                                                                            |     |                                            |                    |                                  |                                       |             |
| 27. | 13. | Róka fogta csuka (Countermeasures)         | Michael Smith      | Jim Campolongo                   | 2011. február 8. 2012. november 9.    | 3.46 millió |
| June-hoz vendég érkezik. Ford, a régi kedves ismerős szintén nagy szélhámos hírében áll, ezért Nealnek rögtön gyanússá válik, hogy hirtelen hazalátogat.        |     |                                            |                    |                                  |                                       |             |
| 28. | 14. | Visszavágó (Payback)                       | Russell Lee Fine   | Mark Goffman                     | 2011. február 22. 2012. november 12.  | 3.27 millió |
| Matthew Keller azzal hívja fel Peteréket a börtönből, hogy nemzetbiztonságot érintő információi vannak.                                                         |     |                                            |                    |                                  |                                       |             |
| 29. | 15. | Áramszünet (Power Play)                    | Jeff F. King       | Mark Goffman                     | 2011. március 1. 2012. november 13.   | 3.30 millió |
| Peterék egy energiaügyi csalásban kezdenek nyomozni egy bejelentés alapján, aminek az érdekessége, hogy Peter távolléte miatt Neal adja ki magát FBI-ügynöknek. |     |                                            |                    |                                  |                                       |             |
| 30. | 16. | Kincs, ami van (Under the Radar)           | John T. Kretchmer  | Jeff Eastin                      | 2011. március 8. 2012. november 14.   | 3.81 millió |
| Nealt és Petert elrabolják. Adler ugyanis rájött és megtalálta a zenélő doboz titkát: egy elsüllyedt német tengeralattjárót.                                    |     |                                            |                    |                                  |                                       |             |

### Harmadik évad (2011-2012)
A harmadik évad sugárzása 2014. május 19-én kezdődött az RTL II-n. Az epizódok leírásai a PORT.hu-ról származnak.
| Sor. | Év. | Cím                                          | Rendező            | Író                                 | Premier                            | Nézettség   |
| --- | --- | -------------------------------------------- | ------------------ | ----------------------------------- | ---------------------------------- | ----------- |
| 31. | 1.  | Tolvaj helyett rablót (On Guard)             | Russell Lee Fine   | Jeff Eastin                         | 2011. június 7. 2014. május 19.    | 3.90 millió |
| Caffrey és Mozzie szervezi a szökését a lopott műkincsekkel. Peter azonban új feladatot szán Nealnek. Egy korábbi milliós lopás elkövetőjét kell kézre kerítenie, akit Neal ismer. Ráadásul az illető éppen az ő segítségére számít abban, hogy kimenekítse a zsákmányt az országból. |     |                                              |                    |                                     |                                    |             |
| 32. | 2.  | Kincsvadászok (Where There's a Will)         | Sanford Bookstaver | Mark Goffman                        | 2011. június 14. 2014. május 20.   | 3.71 millió |
| Peter és Neal egy hagyatéki ügyben nyomoznak. A tehetős elhunyt komoly vagyonról végrendelkezik, de a dokumentum hamis. A két fia nem érti a helyzetet, mígnem kiderül, hogy apjuk egy kincsvadászatra invitálja őket, ahol a kincs maga a vagyon és az igazi végrendelet. A vizsgálatot megnehezíti, hogy az idősebb fiú kislányát elrabolják, és a tettes szintén a milliós hagyatékra számít. |     |                                              |                    |                                     |                                    |             |
| 33. | 3.  | Határidó (Deadline)                          | Michael Smith      | Alexandra McNally                   | 2011. június 21. 2014. május 21.   | 3.67 millió |
| Egy elismert oknyomozó újságírónőt megfenyegetnek. Helen egy gyógyszerbotrányt készül leleplezni, de hallani sem akar a személyi védelemről, ezért Peter és a csapat úgy oldja ezt meg, hogy Dianát beépítik a nő mellé asszisztensnek. Feladata megóvni Helent, és minél többet megtudni az ügyről, amiről a nő leleplező cikket akar megjelentetni... Időközben folyik a háttérnyomozás Neal ellen is. Előkerül a tengeralattjárón talált műtárgyaknak egy jegyzéke, amit az osztály Washingtonba akar továbbítani, és amit Nealéknek mindenképp meg kellene szerezniük, hogy a birtokukban lévő kincseket eladhassák. Ki akarják cserélni ezért a listát, ám a tervük nem sikerül. |     |                                              |                    |                                     |                                    |             |
| 34. | 4.  | A detroiti fogorvos (The Dentist of Detroit) | Dennie Gordon      | Channing Powell és Matt Negrete     | 2011. június 28. 2014. május 22.   | 3.72 millió |
| Mozzie egy nagyon régi barátja, aki őt még az árvaházba befogadta, bajba kerül. Egy harmincéves átverés kerül újra terítékre, amikor is Mozzie ötszázezer dollárral megrövidítette a detroiti maffia fejét. Az alvilági úr fia, DeLuca megkeresi őt azzal, hogy egy vetélytársát szintén kopassza meg, különben jó barátja az árvaház vezetője sínyli meg, mintegy egalizálva a sérelmeket. Az ügyre természetesen Peter és az FBI is felfigyel, és mert DeLuca a jelenkori maffia vezetője, nem tudja, hogy Mozzie hogyan néz ki, Peter veszi át a szerepét, Neal pedig, mint segítője, mutatkozik be a vezérnek.                                                                    |     |                                              |                    |                                     |                                    |             |
| 35. | 5.  | A fekete özvegy (Veiled Threat)              | Paul Holahan       | Jim Campolongo                      | 2011. július 5. 2014. május 23.    | 4.19 millió |
| Peter és Neal egy házasságszédelgő után nyomoznak. Az illető hölgy milliomos férfiakat hálóz be, férjhez megy hozzájuk, majd halálukat balesetnek álcázva eltünteti őket. Neal, Peter és Jones vegyül el a gazdag ifjak köreiben, ahol aztán egy árverés során Peter lesz a szerencsés, akin megakad a házasságszédelgő szeme. |     |                                              |                    |                                     |                                    |             |
| 36. | 6.  | Szabad rablás (Scott Free)                   | Tricia Brock       | Joe Henderson                       | 2011. július 12. 2014. május 26.   | 3.84 millió |
| Egy fiatal szélhámos tűnik fel New Yorkban. A fiú hírneve már húszéves kora ellenére elismerést vált ki Peterben, aki a fiatalkori Nealhez hasonlítja őt. Ennek megfelelően Neal segítsége a kézre kerítésében most még inkább jól jöhet, mígnem Scott egy régebbi rablásból származó gyémántsort is ellop, alaposan magára haragítva ezzel annak átmeneti tulajdonosát, aki annak idején szintén lopással szerezte meg magának a köveket. Neal ezért azt a tervet eszeli ki, hogy visszajuttatják önkényes gazdájának a gyémántokat, hogy Peter letartóztathassa őt. |     |                                              |                    |                                     |                                    |             |
| 37. | 7.  | Tolvajnak tolvaja (Taking Account)           | Michael Smith      | Daniel Shattuck                     | 2011. július 19. 2014. május 27.   | 4.18 millió |
| Egy számítógépes hacker feltöri Manhattan egyik bankjának a rendszerét és több ezer ember számláját lerabolja, mintegy 125 millió dollárt. Miután az elkövető teljesen ismeretlen, senkinek nincs róla adata vagy fényképe, Neal eljátssza a szerepét, hogy ezzel előcsalják a bűnözőt. Új adatokkal kártyát csináltat a bankkal és két kézzel szórni kezdi a pénzt. |     |                                              |                    |                                     |                                    |             |
| 38. | 8.  | Ahogy lesz, úgy lesz (As You Were)           | David Straiton     | Matt Negrete                        | 2011. július 26. 2014. május 28.   | 3.89 millió |
| Jones ügynök furcsa üzenetet kap egy régi barátjától. A zsoldosként harcoló férfi azt akarja az FBI tudtára adni, hogy a cég, amelynek a szolgálatában áll, korrupt, és csempészésért, gyilkosságokért is felelős. |     |                                              |                    |                                     |                                    |             |
| 39. | 9.  | Titkok és talányok (On the Fence)            | Paul Holahan       | Mark Goffman                        | 2011. augusztus 2. 2014. május 29. | 3.71 millió |
| Egy egyiptomi múzeumból értékes műkincset lopnak el. Az elkövető az a Matthew Kellert, aki régen Neal társa volt, és aki korábban Petert elrabolta. Az FBI feltételezi, hogy a műtárgyat New Yorkban akarják értékesíteni, ezért Neal, mint restaurátor beépül egy egyiptológus mellé, akiről feltételezik, hogy az üzlet közvetítője. Ám Keller ugyanezt használja ki. Ugyanezen a tudóson keresztül akar eljutni Nealhez, és a kincsekhez, melyekről azóta tudomást szerzett. |     |                                              |                    |                                     |                                    |             |
| 40. | 10. | Az ultimátum (Countdown)                     | John Kretchmer     | Jeff Eastin és Channing Powell      | 2011. augusztus 9. 2014. május 30. | 4.30 millió |
| Peter vezető munkatársa, Kramer ügynök érkezik New Yorkba, hogy besegítsen az irodának. Miután Mozzie eladja a Degas képet a feketepiacon, annak hamar híre megy, így az FBI most kettőzött erővel folytatja a nyomozást. |     |                                              |                    |                                     |                                    |             |
| 41. | 11. | Sakk-matt (Checkmate)                        | John Kretchmer     | Joe Henderson és Alexandra McNally  | 2012. január 17. 2014. június 2.   | 3.23 millió |
| Keller, hogy megzsarolhassa Petert a kincsért, elrabolja Elizabeth-et. Az FBI nagy erőkkel keresi a nőt, de arról nem tudnak, hogy az elrablása mögött Keller áll. Peter nem szól erről, mert a vele kötött alku értelmében, akkor láthatja viszont a nejét, ha átadja Kellernek a kincset, aki már épp elmenekülne vele, amikor a hatóságot megtalálják Elizabeth-et, így Peter megállítja Kellert. Ahhoz azonban, hogy megvádolják a kincs elrablásával, Nealnek mindent be kellene vallani, ami számára is a börtönt jelentené. |     |                                              |                    |                                     |                                    |             |
| 42. | 12. | Tandíjmutyi (Upper West Side Story)          | Russell Lee Fine   | Alexandra McNally és Jim Campolongo | 2012. január 24. 2014. június 3.   | 3.47 millió |
| Peterék egy iskolai sikkasztás ügyében nyomoznak. Az előkészítő pénzügyi elnökét az egyik diák vádolja meg azzal, hogy lopja az alapítvány ösztöndíjakra szánt pénzét, miután egyik napról a másikra a tantestület megvonja tőle a tandíjtámogatást. Neal, mint tanár, Peter pedig, mint gazdag üzletember, épül be, hogy lebuktassák a korrupt pénzügyi vezetőt. |     |                                              |                    |                                     |                                    |             |
| 43. | 13. | Szomszédlesen (Neighborhood Watch)           | Andrew McCarthy    | Jeff F. King                        | 2012. január 31. 2014. június 4.   | 3.04 millió |
| Elizabeth Peter egyik vevőjével fültanúja lesz egy készülő rablásnak. Ráadásul az egyik elkövető éppen a szomszédjuk. Egyelőre nem szól férjének, csak Nealnek, aki miután beles a szomszédok otthonába, gyanús szerszámokat lát. Elizabeth elintézi, hogy szomszédjaik meghívják őket vacsorára a Peterrel, abban a reményben, hogy a férje kiszúrja a gyanús holmikat, és kérdőre vonja a házaspárt, majd amikor Peter ráakad az álkulcskészletre, már komolyabban veszi a felesége aggodalmát. A rablás megtörténik, és az elkövetők megszöknek, de nem sokáig, mert Elizabeth úgy belelendül új szerepébe, hogy a nyomukba ered.                                                  |     |                                              |                    |                                     |                                    |             |
| 44. | 14. | Egy húron pendülve (Pulling Strings)         | Anton Cropper      | Channing Powell                     | 2012. február 7. 2014. június 5.   | 2.47 millió |
| Elizabeth születésnapja van, ezért meglátogatják őt a szülei. Peter mindent az esemény alá rendel, így Diana és Jones felügyeletére bízza Nealt, illetve az ügyet, amiben jelenleg nyomoznak, egy Stradivari hegedű eltűnése kapcsán. Az esetben Sara vezeti a nyomozást a saját főnöke ellen, akit azzal vádol, hogy ellopta a hegedűt valamilyen céllal. Kramer ügynök a washingtoni iroda feje ezalatt Nealről gyűjt adatokat a közeledő meghallgatása és felmentése miatt, és arra a következtetésre jut, hogy Peterék nem jelentették minden csínytevését, hanem inkább eltitkolták azokat.                                                                                      |     |                                              |                    |                                     |                                    |             |
| 45. | 15. | Szélhámos akcióban (Stealing Home)           | Tim DeKay          | Mark Goffman és Jim Campolongo      | 2012. február 21. 2014. június 6.  | 2.31 millió |
| Egy hírhedt szélhámos érkezik New Yorkba, akit számos rablással kapcsolatba hozott már az FBI, de soha semmit nem tudtak rá bizonyítani. Neal és Mozzie beépülnek a csapatába, és kiderül, hogy a Yankee Stadionból akarnak ellopni egy felbecsülhetetlen értékű baseball-labdát. |     |                                              |                    |                                     |                                    |             |
| 46. | 16. | Az ítélet napja (Judgment Day)               | Russell Lee Fine   | Jeff Eastin                         | 2012. február 28. 2014. június 6.  | 2.55 millió |
| Eljön Neal meghallgatásának napja. A bizottság sorra rendeli be azokat, akik a környezetében élnek, vagy dolgoznak. Mindenki egyöntetűen azt mondja, hogy Nealt szabadon kellene engedni, illetve felfüggeszteni a büntetését. Egyedül Kramer munkálkodik azon, hogy valamilyen módon fogást találjon rajta. A célja, hogy elvigye magával Washingtonba, és Neal neki dolgozzon. |     |                                              |                    |                                     |                                    |             |

### Negyedik évad (2012-2013)
A negyedik évad sugárzása 2015. május 15-én kezdődött, a csatorna hetente érkezik premierrel.
| Sor. | Év. | Cím                                         | Rendező               | Író                                 | Premier                               | Nézettség   |
| --- | --- | ------------------------------------------- | --------------------- | ----------------------------------- | ------------------------------------- | ----------- |
| 47. | 1.  | A szökevény (Wanted)                        | Paul Holahan          | Jeff Eastin                         | 2012. július 10. 2015. május 15.      | 3.21 millió |
| Neal és Mozzie - szökésük után - egy paradicsomi szigeten élik mindennapjaikat. Egy nap azonban Peter figyelmezteti, hogy egy ügynök a nyomukban van. Nealéknek egy esélyük marad, ha Peternek sikerül kimenekíteni őket a szigetről. |     |                                             |                       |                                     |                                       |             |
| 48. | 2.  | Cserebere fogadom (Most Wanted)             | Paul Holahan          | Mark Goffman                        | 2012. július 17. 2015. május 22.      | 2.98 millió |
| Dobbsról, a sziget "uráról" kiderül, hogy évtizedek óta az FBI körözési listáján szerepel, és a neve Robert Macleish. Peter azt a tervet ötli ki, ha Neal segítene őt kézre keríteni, akkor az igazságügy New Yorkban tartaná magát a szökése előtti alkuhoz, és Nealt visszahelyeznék a fehérgallérosok közé. Tervéhez azt kell elérniük, hogy a korrupt hivatalnokok, akiket Dobbs pénzel, úgy higgyék, hogy a férfi el akarja hagyni a szigetet a kenőpénzekkel. |     |                                             |                       |                                     |                                       |             |
| 49. | 3.  | A múlt árnyéka (Diminishing Returns)        | Stefan Schwartz       | Jim Campolongo                      | 2012. július 24. 2015. május 29.      | 3.01 millió |
| Neal Peter egy régi ügyét akarja megoldani, hogy annak felgöngyölítésével visszahozhassa barátját a fehérgalléros részleghez. A terv, hogy Peter maga kapja el a tettest, amitől ő először ódzkodik, ám végül belemegy. Egy olyan bűnözőt próbálnak kézre keríteni, aki ötévente csap le, és rend szerint nagy összegeket rabol el bankokból, ékszerüzletekből. |     |                                             |                       |                                     |                                       |             |
| 50. | 4.  | A szemrevaló életbiztosítás (Parting Shots) | Robert Duncan McNeill | Alexandra McNally                   | 2012. július 31. 2015. június 5.      | 2.82 millió |
| Peter korábban nyomozott egy alapítványi sikkasztás kapcsán, ahol a tettes, Grant Covington meghalt. A bíróság megítélte a férfi özvegyének az 50 milliós életbiztosítást. A szemrevaló, fiatal nőt a jelentős vagyon miatt férje korábbi üzlettársa, Will Mailer rögtön meg is környékezi. |     |                                             |                       |                                     |                                       |             |
| 51. | 5.  | Betyárbecsület (Honor Among Thieves)        | Arlene Sanford        | Joe Henderson                       | 2012. augusztus 14. 2015. június 12.  | 2.93 millió |
| Egy műkincstolvaj (Abigail) felkéri Nealt, hogy segítsen neki ellopni egy szobrot, cserébe ő megszerzi neki Ellen(Neal nevelőanyja) rendőrségi jelentéseit, mert Neal nem léphet az ügyön dolgozó rendőrbírók épületébe. A férfi nem fogadja el az ajánlatát, de ezért Abigail megzsarolja. Ellopja az aktákat, és a helyszínen Nealre utaló nyomokat hagy hátra. Eközben Peter is rájön, hogy a két tolvaj összedolgozik, de kivár az utolsó pillanatig, amikor is Neal értesíti, hogy megvan az ellopott szobor, és a rablás elkövetője. Tisztázza magát tehát, de Peter bizalma ismét megrendül iránta. |     |                                             |                       |                                     |                                       |             |
| 52. | 6.  | Kémek a nagy almában (Identity Crisis)      | David Straiton        | Channing Powell                     | 2012. augusztus 21. 2015. június 19.  | 3.89 millió |
| 53. | 7.  | Perdöntögetők (Compromising Positions)      | Paul Holahan          | Matthew Negrete                     | 2012. augusztus 28. 2015. június 26.  | 3.36 millió |
| A titokzatos Sam előkerül, és beszél is Neallel, de hamar faképnél hagyja, mondván, aki az FBI-nál dolgozik, abban nem bízhat. Nealnek tehát az a célja, hogy elnyerje a vélt segítő bizalmát. Eközben egy ügyön is dolgozik, természetesen Peterrel. Egy befektető ellen folyik eljárás, akit azzal vádolnak, hogy megmérgezte egy lakóépület körül a talajt, hogy a bérlőket kiköltöztessék, és az épület felvásárlása után luxuslakásokat építsen a családos emberek otthonai helyére. |     |                                             |                       |                                     |                                       |             |
| 54. | 8.  | Hőstörténet (Ancient History)               | Russell Lee Fine      | Daniel Shattuck                     | 2012. szeptember 4. 2015. július 3.   | 3.38 millió |
| A görög kulturális miniszter azon fáradozik, hogy az országból kivitt vagy eltulajdonított kincseket visszaszerezze hazájának. Miután a tárgyalóasztal mellett nem jut eredményre, megbízásokat ad ki rablóknak, hogy szerezzék vissza a történelmi tárgyakat. Közülük Alex Hunternek, aki előzőleg Görögországban raboskodott. Neal beépül egy ilyen bandába. |     |                                             |                       |                                     |                                       |             |
| 55. | 9.  | Harcosok klubja (Gloves Off)                | Renny Harlin          | Mark Goffman                        | 2012. szeptember 11. 2015. július 10. | 3.80 millió |
| Peterék egy tőzsdei csalás ügyében nyomoznak. Eric Duhnam neves bróker, akiről elterjed, hogy zártkörű kereskedéseket folytat a tőzsdefelügyelet előrejelzései alapján. Neal beépülése után kiderül, hogy a férfi az információkat egy viadal keretében osztja meg azokkal, akik a párharcukból győztesen kerülnek ki. Ügynökök bokszolnak egymással, hogy megkapják a sikert hozó tőzsdei tippeket. A körbe Peter is beszáll, és úgy intézik, hogy Neallel küzdjön, mivel így mindenképp hallhatják az információt, ám az akciójuk balul sül el.                                                          |     |                                             |                       |                                     |                                       |             |
| 56. | 10. | Talányok és találmányok (Vested Interest)   | Russell Lee Fine      | Jeff Eastin                         | 2012. szeptember 18. 2015. július 17. | 3.41 millió |
| 57. | 11. | Családi körök (Family Business)             | Paul Holahan          | Joe Henderson                       | 2013. január 22. 2015. július 24.     | 2.77 millió |
| 58. | 12. | Fejétől bűzlik a hal (Brass Tacks)          | Anton Cropper         | Jim Campolongo és Alexandra McNally | 2013. január 29. 2015. július 31.     | 2.61 millió |
| 59. | 13. | Harlemi varázslat (Empire City)             | Tim DeKay             | Channing Powell és Daniel Shattuck  | 2013. február 5. 2015. augusztus 7.   | 2.28 millió |
| 60. | 14. | Holdfénytánc (Shoot the Moon)               | Russell Lee Fine      | Matthew Negrete és Bob DeRosa       | 2013. február 19. 2015. augusztus 14. | 2.42 millió |
| 61. | 15. | Mester és tanítványa (The Original)         | John Kretchmer        | Mark Goffman                        | 2013. február 26. 2015. augusztus 28. | 2.12 millió |
| 62. | 16. | Elfújta a szél (In the Wind)                | Russell Lee Fine      | Jeff Eastin                         | 2013. március 5. 2015. szeptember 4.  | 2.36 millió |

### Ötödik évad (2013-2014)
A Filmcafé az eredeti szinkronstúdió, a Mikroszinkron Kft. helyett a Masterfilm Digitalt kérte fel az ötödik évad szinkronizálására, az első rész premierje 2015. május 22-én volt, így a negyedik és az ötödik évad sugárzása párhuzamosan történik. Az RTL II-vel ellentétben a Filmcafé nem hozta nyilvánosságra az évad magyar címeit.
| Sor. | Év. | Cím                    | Rendező            | Író                                | Premier                              | Nézettség   |
| ---- | --- | ---------------------- | ------------------ | ---------------------------------- | ------------------------------------ | ----------- |
| 63.  | 1.  | At What Price          | Stefan Schwartz    | Jeff Eastin és Joe Henderson       | 2013. október 17. 2015. május 22.    | 2.53 millió |
| 64.  | 2.  | Out of the Frying Pan  | Roger Kumble       | Daniel Shattuck                    | 2013. október 24. 2015. május 29.    | 2.13 millió |
| 65.  | 3.  | One Last Stakeout      | Russell Lee Fine   | Joe Henderson                      | 2013. október 31. 2015. június 5.    | 2.38 millió |
| 66.  | 4.  | Controlling Interest   | Kevin Bray         | Jim Campolongo                     | 2013. november 7. 2015. június 12.   | 2.24 millió |
| 67.  | 5.  | Master Plan            | Jeff F. King       | Alexandra McNally                  | 2013. november 14. 2015. június 19.  | 2.21 millió |
| 68.  | 6.  | Ice Breaker            | Eric Stoltz        | Matt Whitney és Mark Lafferty      | 2013. november 21. 2015. június 26.  | 2.49 millió |
| 69.  | 7.  | Quantico Closure       | Willie Garson      | Nick Thiel                         | 2013. december 5. 2015. július 3.    | 2.12 millió |
| 70.  | 8.  | Digging Deeper         | Sanford Bookstaver | Jessica Grasl és Julian Meiojas    | 2013. december 12. 2015. július 10.  | 2.09 millió |
| 71.  | 9.  | No Good Deed           | Charlotte Sieling  | Eddie Serrano és Alexandra McNally | 2013. december 19. 2015. július 17.  | 2.52 millió |
| 72.  | 10. | Live Feed              | John Kretchmer     | Chris Masi és Jim Campolongo       | 2014. január 9. 2015. július 24.     | 2.81 millió |
| 73.  | 11. | Shot Through the Heart | Doug Hannah        | Matt Whitney és Jessica Grasl      | 2014. január 16. 2015. július 31.    | 2.65 millió |
| 74.  | 12. | Taking Stock           | Tim DeKay          | Alexandra McNally és Mark Lafferty | 2014. január 23. 2015. augusztus 7.  | 2.75 millió |
| 75.  | 13. | Diamond Exchange       | Russell Lee Fine   | Jim Campolongo és Nick Thiel       | 2014. január 30. 2015. augusztus 14. | 2.99 millió |

### Hatodik évad (2014)
| Sor. | Év. | Cím                    | Rendező            | Író                                          | Premier                                 | Nézettség   |
| ---- | --- | ---------------------- | ------------------ | -------------------------------------------- | --------------------------------------- | ----------- |
| 63.  | 1.  | Borrowed Time          | John Kretchmer     | Joe Henderson                                | 2014. november 6. 2015. augusztus 21.   | 1.54 millió |
| 64.  | 2.  | Return to Sender       | Martha Mitchell    | Mark Lafferty                                | 2014. november 13. 2015. augusztus 28.  | 1.36 millió |
| 65.  | 3.  | Uncontrolled Variables | Sanford Bookstaver | Julian Meiojas                               | 2014. november 20. 2015. szeptember 4.  | 1.38 millió |
| 66.  | 4.  | All is Fair            | Paul Holahan       | Jessica Grasl                                | 2014. december 4. 2015. szeptember 11.  | 1.59 millió |
| 67.  | 5.  | Whack a Mole           | Jeff F. King       | Nick Thiel                                   | 2014. december 11. 2015. szeptember 18. | 1.57 millió |
| 68.  | 6.  | Au Revoir              | Sanford Bookstaver | Jeff Eastin, Julian Meiojas és Eddie Serrano | 2014. december 18. 2015. szeptember 25. | 1.86 millió |